# Phyllidia varicosa
La fillidia varicosa (Phyllidia varicosa Lamarck, 1801) è un mollusco nudibranchio appartenente alla famiglia Phyllidiidae.

## Descrizione
Il corpo, lungo fino a 15 centimetri, è di colore grigio-azzurro, con tubercoli dalla punta gialla riuniti in creste carenate. Il piede e il corpo sono ricoperti da strisce nere. I rinofori hanno 27-30 lamelle, nessun ciuffo branchiale.

## Distribuzione e habitat
La specie è diffusa nell'oceano Indo-Pacifico e nel Mar Rosso.

## Specie affini
P. coelestis, da cui si distingue per via della carenatura delle capsule dorsali.